# Karl-Heinz Prudöhl
Karl-Heinz Prudöhl   (Skarszewy, 3 de desembre de 1944) és un remer alemany, ja retirat, que va competir sota bandera de la República Democràtica Alemanya durant les dècades de 1960 i 1970.
El 1976 va prendre part en els Jocs Olímpics d'Estiu de Mont-real, on guanyà la medalla d'or en la prova del vuit amb timoner del programa de rem.
En el seu palmarès també destaquen dues medalles al Campionat del Món de rem, de plata el 1970 en el quatre amb timoner i d'or el 1975 en el vuit amb timoner. També guanyà dues medalles al Campionat d'Europa de rem, de bronze el Klagenfurt 1969 en el quatre sense timoner i d'or el 1973 en el vuit amb timoner. També guanyà cinc campionats nacionals, tres en el vuit amb timoner, un en el quatre amb timoner i un en el quatre sense timoner.